# 柏山奈々美
柏山 奈々美（かしやま ななみ、12月27日 - ）は、日本の女性声優。宮城県出身。

## 人物
小学生時代にテレビアニメ『カードキャプターさくら』の番組内にイラスト紹介のコーナーで柏山が投稿していたイラストが紹介されてすごくテンションが上がっていた。中学生時代に『スレイヤーズ』に熱中していいた時期に、友人から「奈々美ちゃんの声は特徴があるから声優に向いてるかも」と言われた。それ以来アニメを見ていた時も職業としての声優を意識して見るようになった。『スレイヤーズ』で歌、演技、ラジオと多方面に活躍していた林原めぐみのことを「なんてすごい人なんだ！」と思った。同時に「私も声優になりたい！」という想いが強くなったという。
就職か進学かを選ぶ時期に両親に「声優になりたい」と相談していたが、許してもらえず、銀行に就職。「銀行に勤めながら学校に通おう！」と働きながらお金を貯めて声優の専門学校に通い始める。卒業時に講師から「柏山は東京に行くべきだ」と言われて、そのひと言を信じて銀行を退社して上京。
プロダクション・エース演技研究所出身。以前はプロダクション・エース（預かり）に所属していたが、2012年5月31日にプロダクション・エースとの契約を終了した事をブログ上で明かし、2012年10月2日からスクラムスタッフにアーティストとして所属していた。2014年2月1日からサンミュージックプロダクションに所属していた。2017年5月1日よりホーリーピーク所属となる。趣味は手料理、ラテアート。

## 出演
太字はメインキャラクター。

### テレビアニメ
2011年
- R-15（園声謡江）

2012年
- リコーダーとランドセルシリーズ（2012年 - 2013年、みどりちゃん、青野さん、生徒の母、高校生A、女性客A、女子生徒B） - 3シリーズ

2014年
- メカクシティアクターズ（モモ / 如月桃）

2015年
- 俺がお嬢様学校に「庶民サンプル」としてゲッツされた件（お嬢様、体育教師、新人メイド）

2016年
- カミワザ・ワンダ（パンナコッタ姫）
- パンでPeace!（女子生徒）
- Lostorage incited WIXOSS（参列者、女子生徒）

2018年
- ムヒョとロージーの魔法律相談事務所（バレー部員〈1〉）

2020年
- 神之塔 -Tower of God-（チョンチョン）
- かえるのピクルス - きもちのいろ -（花嫁）

2021年
- ぷっちみく♪ D4DJ Petit Mix（女性客、女子生徒、参加者、観客）

2023年
- アリス・ギア・アイギス Expansion（OL）

### 劇場アニメ
- カゲロウデイズ-in a day's-（2016年、モモ[10]）

### ゲーム
2011年
- R-15 ぽーたぶる（園声謡江）
- プリンセスプロダクション（柏木七海）

2017年
- 陰陽おとぎソール（トリアイナ）
- 月が導く異世界道中（キノス
- レジェンヌ（布袋はつ飛）
- WAR OF BRAINS（荊緑神 リャナンシー、穿星 ショウキョウ、観測者 リサ・ランドル）

2018年
- ファイトリーグ（高給メイド コスティーハニー）

2019年
- モンスターストライク（2019年 - 2020年、ヴァン・ヘルシング、ヴァレア）

2021年
- 東方ダンマクカグラ（西行寺幽々子）

### ドラマCD
- project-ALIICA-『ALCA-夜明けのクロト-』（2012年、涼風若葉[23]）
- 抱かれたい男1位に脅されています。（2015年、スタッフ）

### ラジオ
※はインターネット配信。
- A&G Girls Project Trefle（2014年 - 2015年、超!A&G+※）

### 朗読劇
- SWEET 19 BLUES（2023年12月26日、RED°TOKYO TOWER SKY STADIUM） - カスミ 役[24]

## ディスコグラフィ

### キャラクターソング
- R-15
  - マジヤバもーそうLOVE♥（R-15♡）
  - マジヤバもーそう乙（R-15乙）
  - HIRAMEKI!ピース(≧▽≦)v（R-15♡）
  - HIRAMEKI!乙（R-15乙）

### 本人名義
- ワンツーハロー